# Getto van Warschau

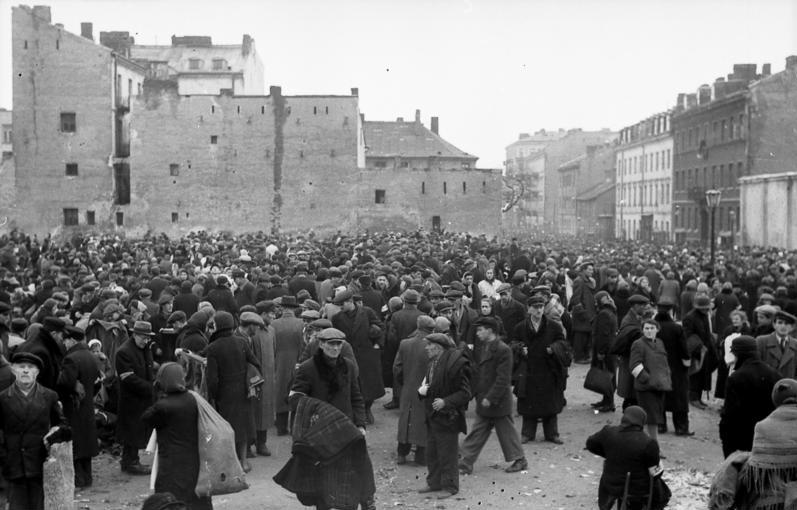
Markt in het overbevolkte ghetto

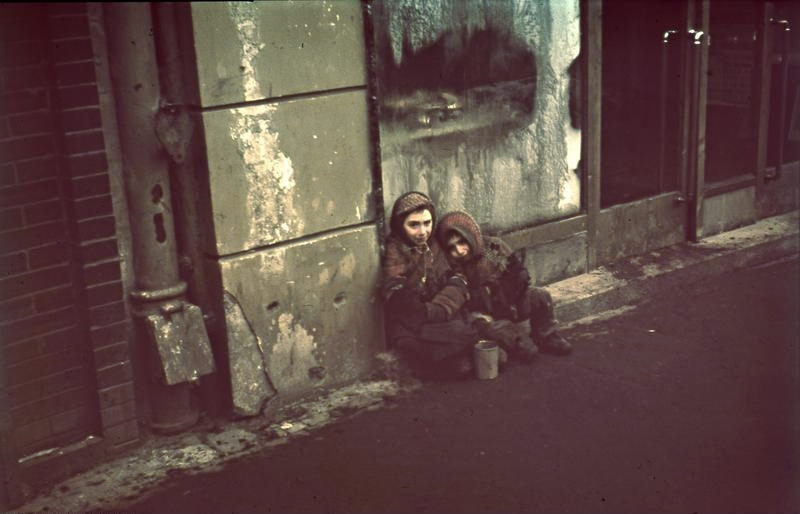
Getto van Warschau

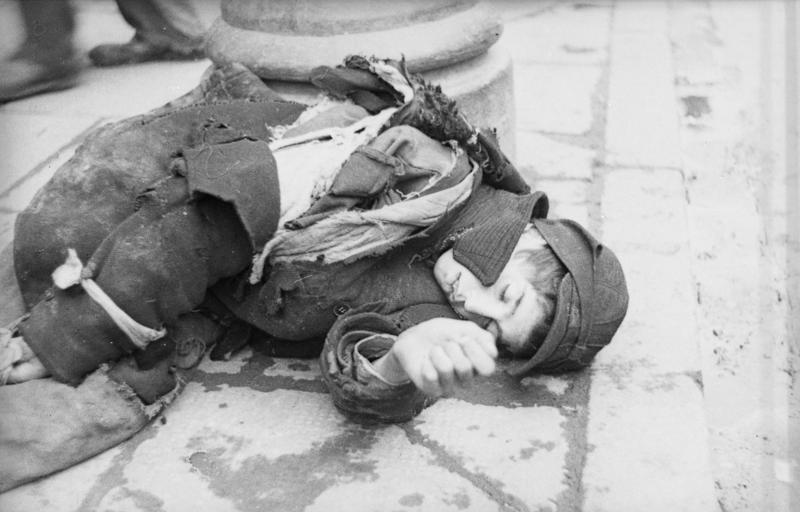
Gebrek aan huisvesting en voeding eisten hun tol

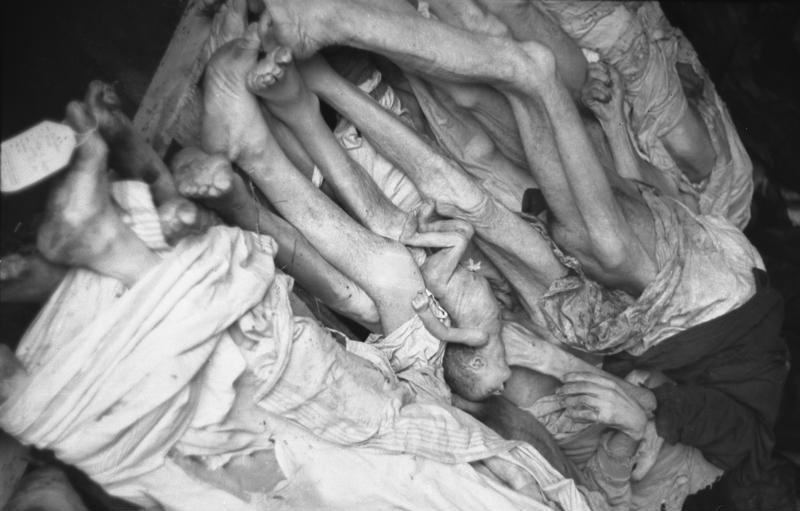
Door ondervoeding en ziekte was het sterftecijfer hoog (foto uit 1941)

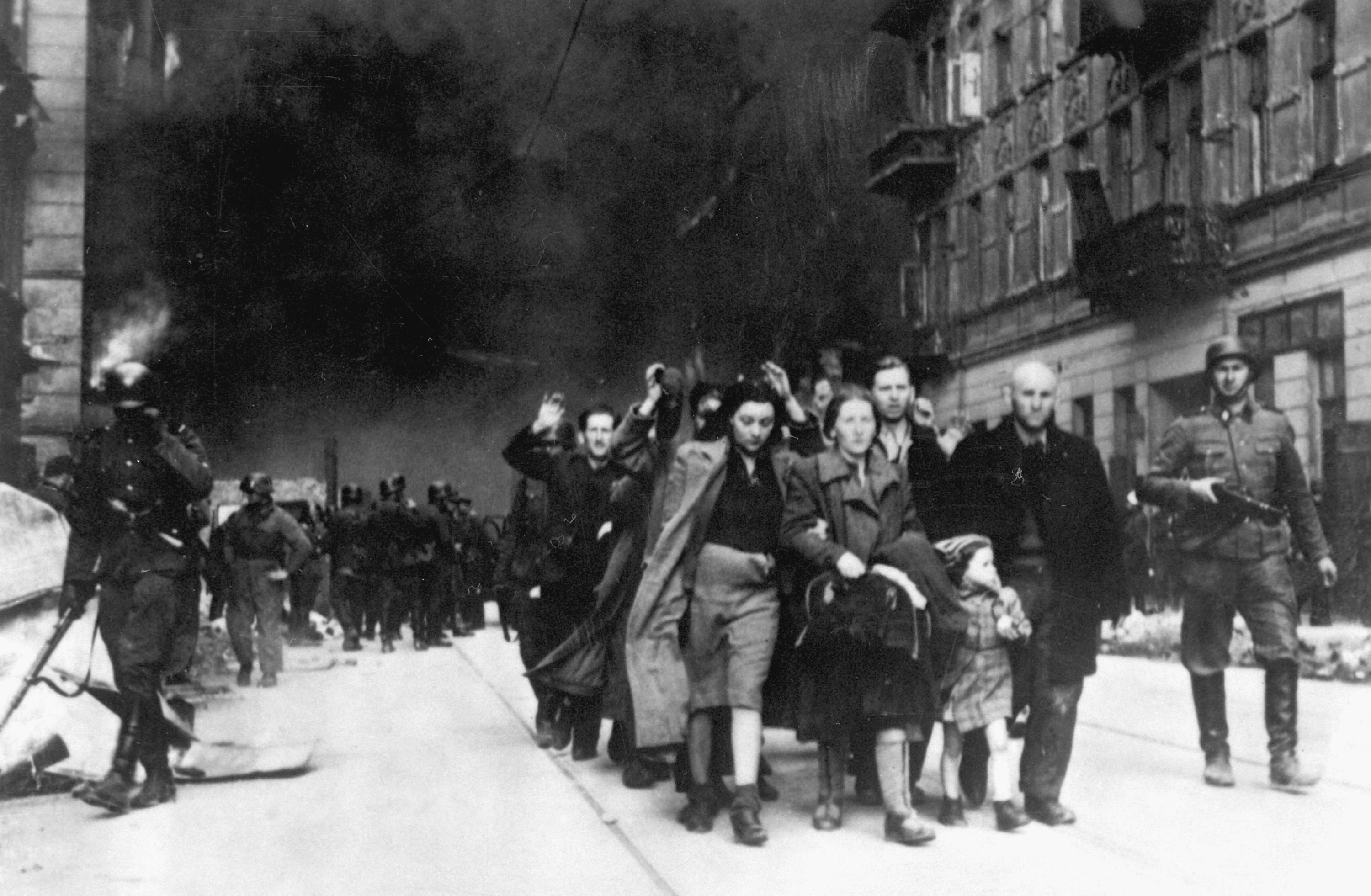
Arrestaties tijdens de opstand in 1943, Joden worden uit hun schuilplaatsen verdreven

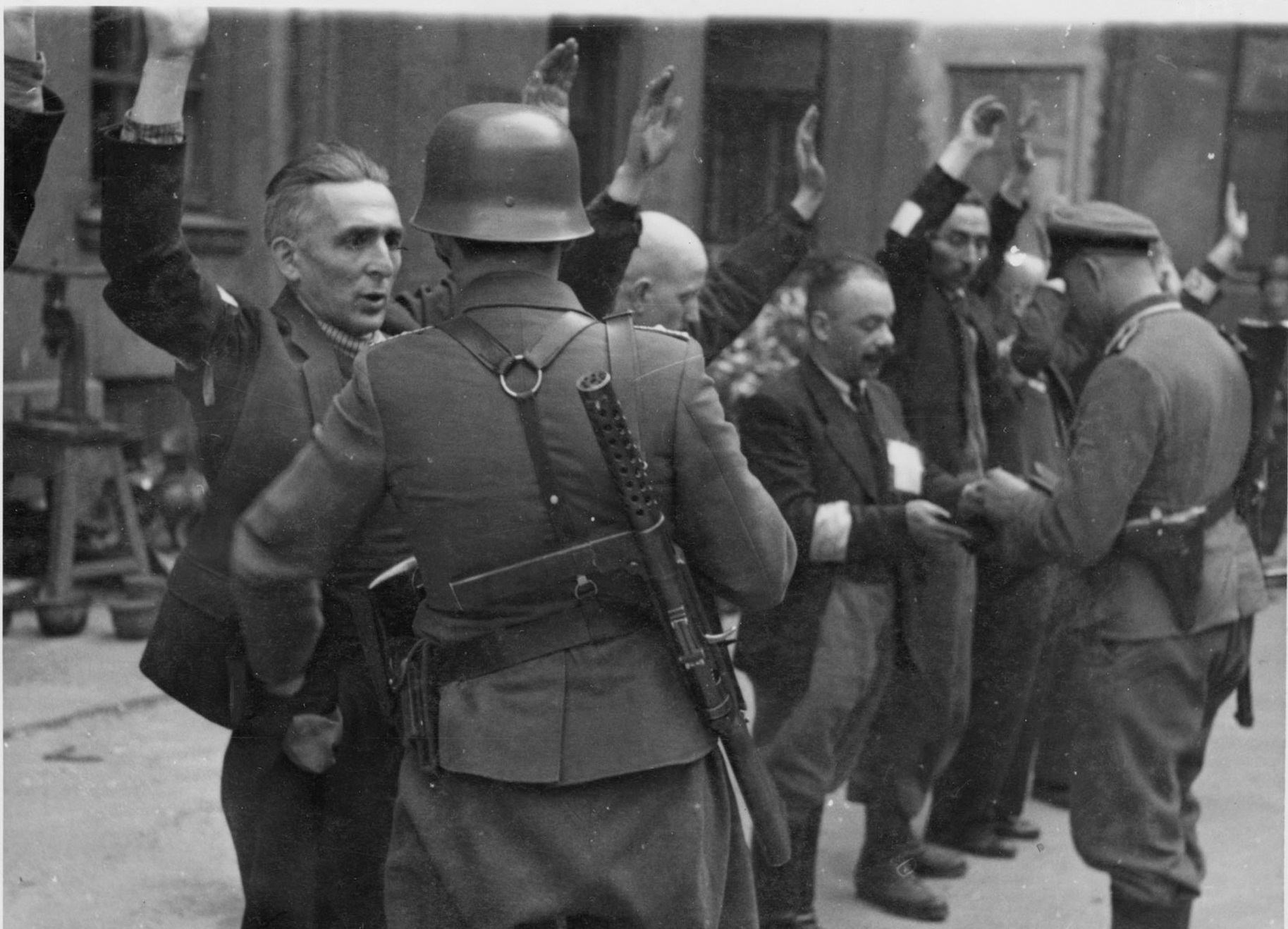
Duitse soldaten arresteren Joodse mannen tijdens de opstand in mei 1943

Het getto van Warschau in Warschau, Polen, was het grootste Joodse getto opgericht door nazi-Duitsland tijdens de Holocaust in de Tweede Wereldoorlog. Tijdens het driejarig bestaan van het getto (1940-1943) zorgden ondervoeding, ziekte en deportaties naar concentratiekampen en vernietigingskampen voor een daling van het bevolkingsaantal van een geschatte 450.000 tot 37.000 mensen. Hoeveel mensen precies in het getto hebben verbleven is onbekend, de schattingen lopen uiteen tussen de 450.000 en 560.000. In 1943 vond hier de opstand in het getto van Warschau plaats, een van de eerste massale opstanden tegen de nazi's die Europa bezetten.

## Oprichting van het getto
Plannen om de Joodse populatie van Warschau en haar buitensteden te isoleren circuleerden meteen na de Duitse bezetting van Polen in 1939. In 1939 was het Duitse Generalgouvernement nog niet volledig georganiseerd, en waren er verschillen in de belangen van de drie belangrijke partijen: de burgeroverheid, het leger en de SS. Door deze omstandigheden was de Jodenraad (Judenrat) in Warschau, onder leiding van Adam Czerniaków, erin geslaagd de oprichting van het getto met een jaar te vertragen, voornamelijk door het leger erop te wijzen hoe waardevol Joden als werkkrachten waren.
Het getto van Warschau werd definitief opgericht door de Duitse gouverneur-generaal Hans Frank op 16 oktober 1940, het getto werd gevestigd in een deel van Warschau waar van oudsher veel Joden woonden; de Jodenwijk. Niet-Joden moesten uit de wijk vertrekken, Joden die niet in de wijk woonden moesten hun woningen verlaten en zich in het getto vestigen. De Judenrat, nog steeds onder leiding van Czerniaków, kreeg de administratieve leiding over het getto, zij moesten de bevelen van de Duitsers uitvoeren. Bij de oprichting werd de bevolking van het getto geschat op ongeveer 380.000 mensen, dat was ongeveer 30% van de bevolking van Warschau. Het getto bezette 2,4% van het grondgebied van Warschau, daarmee was het getto van meet af aan overbevolkt. Nazi's bouwden op 16 november 1940 een muur rond het getto, waardoor het van de buitenwereld werd afgesloten. De Duitsers en de Poolse politie hielden toezicht op wie er in en uit het getto ging, in het getto was de ordehandhaving in handen van Duitsers, de Poolse politie en zo'n 2.000 door de Duitsers aangestelde Joden, de Jüdischer Ordnungsdienst. In de anderhalf jaar volgende op de oprichting van het getto werden Joden van kleinere steden en dorpen naar het getto gebracht. Ondanks deze aanwas bleef het bevolkingsaantal ongeveer gelijk en nam in 1942 zelfs af omdat veel inwoners van het getto overleden door ziektes (voornamelijk tyfus) en ondervoeding.

## Vernietiging van het getto
In het begin van 1942 besloten de nazi's op de Wannseeconferentie om de Joden van Europa te vernietigen. De eerste zin van de 'definitieve oplossing' (Endlösung der Judenfrage) was Operatie Reinhard, die als doel had alle Poolse Joden te vernietigen. De bouw van vernietigingskamp Treblinka begon in mei 1942 en was gereed in juli 1942, toen de grootschalige vernietiging van het getto van Warschau op het punt stond te beginnen.
Op 22 juli 1942 werd de Judenrat geïnformeerd dat alle Joden 'naar het oosten' zouden worden gedeporteerd. Er waren ook groepen Joden die in eerste instantie gespaard zouden blijven, dit waren Joden die werkten in Duitse fabrieken, Joods ziekenhuispersoneel, leden van de Judenrat en hun families en de leden van het Joodse politiekorps en hun families. De Joodse politie kreeg het bevel om elke dag 6.000 Joden af te leveren bij het treinstation (bekend onder de naam Umschlagplatz). Als dat niet gebeurde zou dat leiden tot de onmiddellijke executie van honderd gijzelaars, inclusief Czerniakóws vrouw. Czerniaków probeerde de Duitsers te overtuigen om hun plannen te herzien, ook vroeg hij hen in ieder geval de kinderen en als dat niet mogelijk was, dan toch in ieder geval de wezen van het getto te sparen. De Duitsers gaven echter geen gehoor aan de smeekbede van Czerniaków, hierop pleegde Czerniaków zelfmoord op 23 juli 1942. Czerniaków liet een brief achter waarin hij schreef: "Ik kan dit niet langer aan. Mijn daad zal aan iedereen bewijzen wat het goede is om te doen". Op 23 juli kwamen de leden van het Joodse verzet bij elkaar, maar besloten geen tegenstand te bieden omdat ze toen nog daadwerkelijk geloofden dat de Joden naar werkkampen werden gestuurd.
De massadeportaties van de bewoners, zoals op 22 juli werd bevolen, begonnen. In de volgende 52 dagen (tot 21 september) werden ongeveer 300.000 mensen naar het vernietigingskamp Treblinka getransporteerd. In aanvang was de Joodse politie verantwoordelijk voor de deportaties, er werden in juli 64.606 Joden naar de vernietigingskampen gestuurd. Vanaf augustus namen de Duitsers een meer directe rol op zich bij de deportaties, zij zorgden ervoor dat alleen al in augustus 135.000 Joden werden gedeporteerd.
De laatste fase van de eerste massadeportaties vond plaats tussen 6 en 10 september 1942. In die vijf dagen werden 35.885 Joden gedeporteerd, 2648 in het getto doodgeschoten en pleegden 60 Joden zelfmoord. Na 10 september bleven ongeveer 55.000 tot 60.000 Joden in het getto leven. Deze mensen waren of aan het werk in Duitse fabrieken of ze leefden verborgen in het getto.
Tijdens de volgende zes maanden werden de overblijfselen van verscheidene politieke organisaties samengebracht onder de naam ŻOB (Joodse Gevechtsorganisatie), geleid door Mordechaj Anielewicz, met 220-500 leden; 250-450 andere waren georganiseerd in de Żydowski Związek Wojskowy (ŻZW) (Joodse Strijdersbond). De leden van deze groepen hadden geen illusies over de plannen van de Duitsers en wilden vechtend sterven. Hun bewapening bestond voornamelijk uit handgeweren, zelfgemaakte explosieven en Molotov-cocktails.

## De opstand in het getto van Warschau en de vernietiging van het getto

Plattegrond van getto in Warschau

Op 18 januari 1943 vond het eerste gewapende verzet plaats toen de Duitsers begonnen met de tweede ontruiming van het getto. De Joodse strijders hadden wat succes: de deportatie stopte na vier dagen en de ŻOB en de ŻZW namen de macht in het getto over. Ze bouwden tientallen gevechtsposten en ondernamen actie tegen Joodse collaborateurs. Tijdens de daaropvolgende drie maanden bereidden alle inwoners van het getto zich voor op wat het laatste gevecht zou worden. Dit laatste gevecht begon de dag voor Pesach, 19 april 1943. Joodse strijders schoten op Duitse patrouilles vanuit stegen, het riool, huizen en zelfs brandende gebouwen. Ook werden er granaten naar Duitsers gegooid. De nazi's reageerden met het blok voor blok opblazen van huizen en arresteerden elke Jood die ze te pakken kregen, deze Joden werden later allemaal gedood. Verzet van enige betekenis eindigde op 23 april, de opstand eindigde op 16 mei. Tijdens de gevechten werden ongeveer 7.000 Joodse strijders gedood en nog eens 6.000 mensen werden levend verbrand of vergast in bunkers. De overgebleven 50.000 mensen werden naar vernietigingskampen gestuurd, de meeste naar Treblinka.

## Sociaal en cultureel leven in het getto
Ondanks de ongelooflijke zwaarte van het dagelijks leven, lukte het de Judenrat en de jeugdbewegingen om verscheidene instituten en organisaties in het leven te roepen om tegemoet te komen aan de verschillende behoeften van de bewoners. De grootste problemen waren overbevolking, honger en inactiviteit. Als reactie nam de Judenrat de verantwoordelijkheid om woonruimte toe te wijzen - gemiddeld zeven mensen per kamer -, terwijl liefdadigheidsorganisaties als CENTOS keukens inrichtten waar gratis soep werd uitgedeeld: op een gegeven moment werd voor twee derde van de bevolking van het getto soep gemaakt. Gedurende een korte tijd was het de Judenrat ook toegestaan om vier basisscholen op te richten voor de kinderen van het getto, maar er was ook een uitgebreid ondergronds schoolsysteem van de verscheidene jeugdbewegingen, dat alle niveaus aanbood (vaak vermomd als keuken), en het systeem organiseerde zelfs cursussen op universiteitsniveau op de zondagen.
De Judenrat was ook verantwoordelijk voor de ziekenhuizen en weeshuizen in het getto. Eén weeshuis, geleid door de kinderarts en auteur Janusz Korczak, was ingericht als modeldemocratie, de Republiek van de kinderen. Deze en andere weeshuizen werden in 1942 ontruimd en hun bewoners werden naar Treblinka overgebracht.
Het cultureel leven bestond uit een levendige pers in drie talen (Jiddisch, Pools en Hebreeuws), religieuze activiteiten, en lezingen, concerten, theatervoorstellingen en tentoonstellingen. In veel gevallen waren de artiesten prominente figuren in het Poolse culturele leven tijdens de oorlog.
Een van de meest opmerkelijke culturele inspanningen in het getto waren die van historicus Emmanuel Ringelblum en zijn groep Oyneg Shabbos, die documenten verzamelden van mensen van alle leeftijden en posities om een geschiedenis van het sociale leven in het getto te maken. In totaal werden een geschatte 50.000 documenten verzameld. Deze documenten werden verstopt in drie afzonderlijke groepen, waarvan er twee gevonden zijn en een onmisbaar inzicht hebben gegeven in het leven in het getto.

## Herdenking
Op 22 april 2002 herdachten leden van de Poolse Raad voor Christenen en Joden de 59e verjaardag van de antinazi-opstand in 1943. Bij de herdenking werden verschillende herdenkingsplekken bezocht die iets te maken hadden met de vroegere Joodse wijk in de stad. In 2007 werd op de plek van het voormalige getto, tegenover het monument ter herdenking van de opstand van 1943 in het getto, gestart met de bouw van het POLIN, Museum voor de Geschiedenis van de Poolse Joden.

## Beroemde gevangenen in het getto
- Władysław Szpilman wiens memoires verfilmd zijn als The Pianist door Roman Polański
- Marcel Reich-Ranicki, de beroemdste literatuurcriticus van Duitsland, overleden in 2013
- Simon Pullman, dirigent van het orkest van het getto van Warschau
- Janusz Korczak, die met zijn weeshuis werd gedwongen naar het getto te verhuizen
- Martin Gray (schrijver) Hij werd het meest bekend door autobiografische boeken over zijn ervaringen in en na de Tweede Wereldoorlog.